# Eishockey-Eredivisie (Niederlande) 1966/67
Die Saison 1966/67 war die siebte Spielzeit der Eredivisie, der höchsten niederländischen Eishockeyspielklasse. Meister wurde zum insgesamt fünften Mal in der Vereinsgeschichte H.H.IJ.C. Den Haag.

## Modus
In der Hauptrunde absolvierte jede der fünf Mannschaften insgesamt acht Spiele. Der Erstplatzierte der Hauptrunde wurde Meister. Für einen Sieg erhielt jede Mannschaft zwei Punkte, bei einem Unentschieden gab es einen Punkt und bei einer Niederlage null Punkte.

## Hauptrunde

### Tabelle
|    | Klub                     | Sp | S | U | N | T  | GT | Punkte |
| -- | ------------------------ | -- | - | - | - | -- | -- | ------ |
| 1. | H.H.IJ.C. Den Haag       | 8  | 8 | 0 | 0 | 98 | 11 | 16     |
| 2. | S.IJ. Den Bosch          | 8  | 5 | 1 | 2 | 57 | 31 | 11     |
| 3. | T.IJ.S.C. Tilburg        | 8  | 3 | 2 | 3 | 49 | 68 | 8      |
| 4. | Amstel Tijgers Amsterdam | 8  | 2 | 1 | 5 | 35 | 60 | 5      |
| 5. | HC Rotterdam             | 8  | 0 | 0 | 8 | 8  | 77 | 0      |

Sp = Spiele, S = Siege, U = Unentschieden, N = Niederlagen